# MEIKO
MEIKO（めいこ）とは、クリプトン・フューチャー・メディアが発売しているバーチャルシンガーソフトウェアとそのキャラクター。「ピアプロキャラクターズ」に分類される。

## 概要
クリプトン社の女性バーチャルシンガー。主な愛称は「姉さん」。栗色のショートボブ、赤いショート丈のトップス、ミニスカートが特徴。
世界初の日本語対応バーチャルシンガーソフトウェアであり、VOCALOIDほか同種のソフトで“パッケージにキャラクターを起用する”という試みを初めて行い、“実際に人の姿をしたキャラクターに歌わせる”という概念を取り入れた「バーチャルシンガー」のパイオニア・先駆け的存在である。
第1弾製品は2004年11月5日に発売。当時の水準を上回る本数（3倍以上）を売り上げたものの、この時点では市場自体がまだ小規模だった。また、同じクリプトン社の後続製品である『KAITO』の売り上げが低迷したこともあってジャンル（ボカロ音楽）を形成するには至らなかった。
その後、同社の製品「初音ミク」が大ヒットしたことでKAITOと共に新たに人気を獲得。一方、MEIKO及びKAITOがいなければミクの成功はなかったとも言われており、ボカロ音楽の概念を最初に日本へと持ち込んだ偉大なる先駆者とも評価される。
現在ではミク、鏡音リン・レン、巡音ルカ、KAITOと共に「ピアプロキャラクターズ」として名を連ねている。

## バーチャルシンガーソフトウェア
CVは拝郷メイコ。
初代の開発担当はクリプトンの社員。この人物は佐々木渉（初音ミクの生みの親）の学生時代からの友人であり、佐々木は同氏の退社後にクリプトンに入社した。V3以降は佐々木が企画開発を担当。
MEIKO（V1版）
VOCALOIDエンジン対応ソフト。2004年11月5日に発売。
同シリーズで“パッケージにキャラクターを起用する”という試みを初めて行った。
MEIKO V3
VOCALOID3エンジン対応ソフト。2014年2月4日に発売。
ピアプロキャラクターズ・スーパーパック
ピアプロキャラクターズ全6名（初音ミク、鏡音リン、鏡音レン、巡音ルカ、MEIKO、KAITO）の日本語歌唱ライブラリ1種類ずつに新規チューニングを施して収録した商品。2024年8月1日に「初音ミク NT」の新バージョン及び「初音ミクV6 AI」と共に発表され、同月30日にリリース。ベースとなったのはV3からV4Xまでの「Original」で、より発音や声色の全体バランスが良くなるよう磨き込み、クリアネスやジェンダーファクターを始めとしたパラメータも効きが良く設定され、歌声を作り込むことも可能。過去作を所持しているユーザーによるクロスシンセシス使用での声色表現の拡張なども想定されている。
クリプトン社の新音声データベース（仮称）
クリプトン社が主催する「初音ミク マジカルミライ 2019」の新技術発表会にてミクの新データベース（後の「初音ミク NT」）の存在が発表されており、ミクをリファレンスとしてピアプロキャラクターズの他5体も随時調整する形になる事も言及された。
「マジカルミライ 2024」のバーチャルシンガー製品関連ステージでは、ミクで得た知見を“横”に広げていくことが発表された。

## デザイン
MEIKOのパッケージにはマイクを握った女の子（MEIKO）のアニメ風の絵が描かれているが、当初はマイクのイラストが候補として挙がっていたという。しかしDTM未経験者も興味を持ちやすいようにとの考えから、マイクの案は破棄され「歌っている人格」をアピールするためMEIKOの名前をイメージした女の子のイラストを採用することになった。このパッケージイラストを手がけたのは、クリプトンの社員である。
「MEIKO V3」のイラストは「初音ミク V3」のイラストを手がけたiXimaが担当している。なお初代MEIKOとは若干ながらも一部装飾品が変更されている（ネックレスやブレスレットの追加など。ただし初代ともKAITO以降にあるヘッドセットマイクは無い）。
キャラクターイラストの使用という路線は後のCVシリーズなどの同社製バーチャルシンガーにも引き継がれている。
なおパッケージイラストについてはキャラクター化を意図したものではなかったが、2009年6月に発表された同社製品のキャラクターの利用についての規約「ピアプロ・キャラクター・ライセンス」においてはMEIKOもキャラクターとして扱われるようになっている。キャラクターの利用についてはピアプロ#キャラクターのライセンスを参照。

## 反響

### 発売～2006年
肉声と比べればまだまだ不自然さの残るMEIKOの歌声に対し業界の反応は良くはなかったが特別な設備も人脈も必要なく個人のパソコンのみで女性ボーカルが作成できることからアマチュアDTM愛好家の支持を得、1000本売れればヒットとされるバーチャルイスントゥルメント市場にあって初年度だけで約3000本もの売り上げを記録した。DTM専門誌DTMマガジンでは2005年3月号よりMEIKOを使いこなすための連載記事が組まれた他、当時の読者投稿コーナー「超★極辛道場」にもMEIKOを使用した投稿作品が多数寄せられ2005年7月号ではMEIKOのモデルの拝郷メイコ本人がこのコーナーのオーディオ番組にゲスト出演をした。2006年にはMEIKOを使った楽曲のコンテストも行われ、コンテストの優秀作品については拝郷メイコによるレコーディングが行われている。しかし音楽製作ソフトとしては異例のヒットを遂げたMEIKOではあったが当時はアマチュアDTM愛好家の間での話題性に留まり、広く知られることはなかった。

### 2007年以降
2007年の半ば、すでに廃れていたはずのMEIKOの売れ行きが伸び始めた。当時急速にユーザー数を増やしていた動画投稿サイトニコニコ動画にMEIKOで作成された歌唱を使用した動画が投稿され、人気を集めていた。更に同年8月31日、MEIKOと同じクリプトン・フューチャー・メディアからVOCALOIDの後継であるVOCALOID2を使用したキャラクター・ボーカル・シリーズの第1弾初音ミクが発売されると初音ミクを使用した動画もニコニコ動画へ投稿されそれをきっかけに初音ミクはMEIKOを凌ぐ大ヒットを記録、MEIKOを含むVOCALOIDシリーズの存在はDTM愛好家以外にも広く知られるようになった。
初音ミクをはじめとするキャラクター・ボーカル・シリーズはキャラクターが歌うというイメージを前面に押し出した商品である。初音ミクのキャラクターとしての人気が高まるにつれ元々キャラクター商品ではなかったMEIKOをもまた「初音ミクの関連キャラクター」として受容されるようになり、キャラクターとしての人気を広げた。
2007年以降、MEIKOを用いて作成されたオリジナル曲やカバー曲、パッケージのキャラクターを用いたPVなどが多数制作されニコニコ動画などに投稿されている。また、2007年9月にニコニコ動画に投稿されたワンカップPによる動画「初音ミクが来ないのでまだスネています」でMEIKOで歌わせた「ワンカップを一気飲み　明日は届くといいな」という歌詞をきっかけに酒好きというイメージが広まり、2011年に発売されたMEIKOのフィギュアにも、一升瓶にワンカップ、グラスなどの小物を付属させるといった形で取り入れられている。

## 主役企画
MEIKOのメディア展開は、下記の3種に大別される。
- 初音ミクのメディア展開（イベント - ゲーム - 書籍 - 音楽）
- ピアプロキャラクターズの関連コンテンツ：全員もしくは複数人が主役の企画
- 主役コンテンツ：本節で解説する。

なお、ソーシャル媒体での公式アカウントは初音ミク名義である。

### KarenTによる配信
権利元であるクリプトン・フューチャー・メディアのレーベル「KarenT」により、iTunes Store、AmazonMP3、moraなどでMEIKOを用いた楽曲コンテンツが販売されている。
2024年6月現在、曲数は720、収録アルバムは300にのぼる（KarenT公式サイトの表示数より）。

### プロジェクト・企画
周年記念企画
MK15th project
クリプトン社が主催するMEIKOとKAITOの周年記念プロジェクト。

### 模型
フィギュア、プラモデル、ドール（※初音ミクシリーズ、ピアプロキャラクターズとして展開されたものも記載する）。
- 絵梦（エモン）トイズ
  - トレーディングミニフィギュア
- KADOKAWA
  - 「摔倒的初音未来」シリーズ
- グッドスマイルカンパニー
  - ねんどろいどシリーズ（通常、ぷち、どーる、さぷらいず）
  - どうぶつチャームストラップ
  - ポケマケット
  - あかたんず
- グルーヴ
  - プーリップ
- セガ
  - セガプライズ
- ストロンガー
  - 「初音ミク ～花色衣～」シリーズ
- タイトー
  - プライズ
- タカラトミー
  - こえだらいず
  - 肩ズンFig.
- バンダイナムコグループ
  - 初音ミクスイング
  - あそーと
  - SNOW MIKU COLLECTION
- プライム１スタジオ
  - キュ―ティ1プラス
- フリュー
  - スケール（1/7）
  - プライズ
- ボークス
  - ドルフィー・ドリーム
- マックスファクトリー
  - figma
- リーメント
  - 初音ミクシリーズ
  - petadoll

### 作品
「悪ノ娘」ノベルシリーズ・「悪ノ大罪」シリーズ（著：悪ノP（mothy）、出版：PHP研究所）
mothy_悪ノPが手掛ける七つの大罪をモチーフにした「悪ノ大罪シリーズ」の各楽曲を原作として、ボカロ小説の先駆ともされる。小説においてもMEIKOをモチーフとする人物は各作品に登場するが、代表例は「ジェルメイヌ＝アヴァドニア」である。両シリーズを併せて2010年から2017年に発売され、全12巻。
上記以外にも、特に「悪ノ大罪」シリーズ第2作目の小説『悪ノ大罪 悪食娘コンチータ』にて、MEIKOが用いられた「暴食（悪食）」にあたる楽曲「悪食娘コンチータ」を原作とし、同作品の主要人物「バニカ＝コンチータ」のモチーフともなった。この影響もあり、両シリーズでのMEIKOモチーフの人物は、「悪食の悪魔」との契約者ないし悪魔そのものとして登場することが多い。
EXIT TUNES PRESENTS Meikonic feat. MEIKO
MEIKOの代表曲を多数収録した、MEIKOコンピレーションCD。